# Blasieholmen

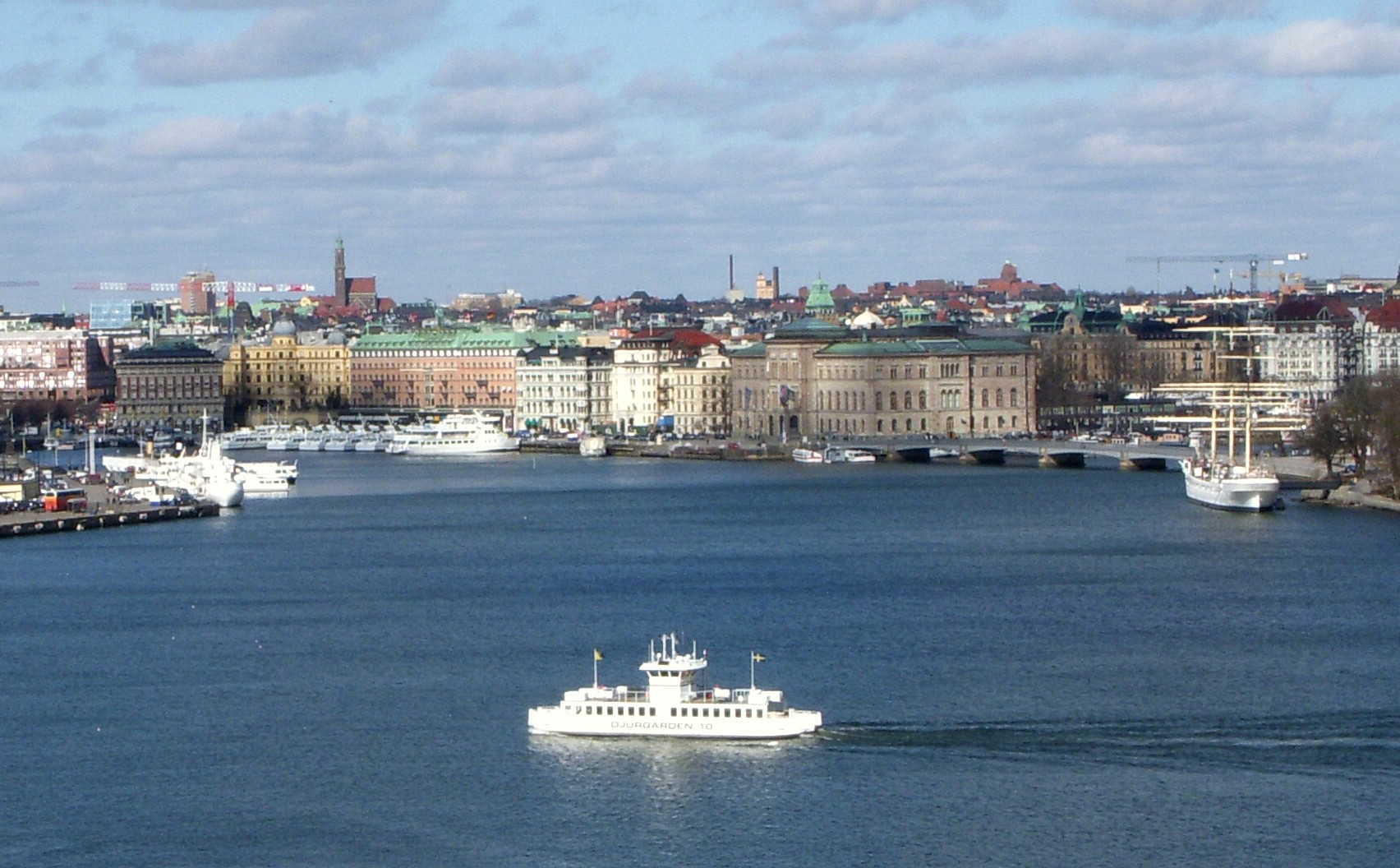
Blasieholmen

Blasieholmen is een schiereiland en wijk in het stadsdeel Norrmalm in Stockholm. Het ligt ten oosten van Gamla Stan en is door middel van de Skeppsholmsbron verbonden met het eiland Skeppsholmen. Het achtervoegsel -holmen laat zien dat Blasieholmen vroeger zelf ook een eiland was. In de 18de eeuw werd het vastgemaakt aan Norrmalm. Het Nationalmuseum is hier gevestigd.